# Nevėžio ir Kiršino upių santaka
Nevėžio ir Kiršino upių santaka este o arie protejată (arie specială de conservare — SAC, sit de importanță comunitară — SCI) din Lituania întinsă pe o suprafață de 11,83 ha, integral pe uscat.

## Localizare
Centrul sitului Nevėžio ir Kiršino upių santaka este situat la coordonatele 55°39′37″N 24°08′06″E / 55.6604°N 24.1349°E.

## Înființare
Situl Nevėžio ir Kiršino upių santaka a fost declarat sit de importanță comunitară în martie 2004 pentru a proteja un număr necunoscut de specii din flora spontană și fauna sălbatică aflate în arealul zonei. Situl a fost protejat și ca arie specială de conservare în august 2020.

## Biodiversitate
Situată în ecoregiunea boreală, aria protejată conține 2 habitate naturale: Fânețe de joasă altitudine (Alopecurus pratensis, Sanguisorba officinalis), Păduri pe pante, grohotișuri și ravene de Tilio-Acerion.
La baza desemnării sitului se află un număr nedeclarat de specii protejate.